# The Frantic Four's Final Fling - Live At The Dublin 02 Arena
The Frantic Four's Final Fling - Live At The Dublin 02 Arena è un album dal vivo della rock band inglese Status Quo, pubblicato nell'agosto del 2014.

## Il disco
Dopo oltre 30 anni di litigi ed acrimonie, i quattro componenti originali degli Status Quo (che negli anni settanta venivano definiti dalla stampa d'oltremanica "Frantic Four", ovvero "I Frenetici Quattro"), decidono di ritornare provvisoriamente insieme nel 2013 per lo svolgimento di una mini-tournée limitata al solo Regno Unito.
Viste le richieste e il successo di pubblico ottenuto con l'iniziativa con tutte le date coperte dal sold out, la band decide di offrirsi ai propri fan con la formazione originale in un ultimo definitivo tour europeo per il 2014.
Questo doppio CD, è il resoconto di uno show tenuto in Irlanda nell'aprile del 2014.
Il prodotto sale al n. 34 delle classifiche inglesi.

## Tracce del Doppio CD
Disco 1
1. Junior's Wailing - 5:07 - (Pugh/White)
2. Backwater - Just Take Me - 4:30 - (Lancaster/ParfittYoung)
3. Just Take Me - 4:24 - (Lancaster/ParfittYoung)
4. Is There a Better Way - 4:50 - (Rossi/Lancaster)
5. In My Chair - 3:11 - (Rossi/Young)
6. Blue Eyed Lady - 5:18 - (Lancaster/Parfitt)
7. Little Lady - 3:17 - (Parfitt)
8. Most of the Time - 3:21 - (Rossi/Young)
9. Rain - 5:16 - (Parfitt)
10. (April) Spring, Summer and Wednesdays - 4:07 - (Rossi/Young)
11. Railroad - 5:45 - (Rossi/Young)
12. Oh Baby - 4:27 - (Parfitt/Rossi)

Disco 2
1. Forty-Five Hundred Times - 8:21 - (Rossi/Parfitt)
2. Gotta Go Home - 1:38 - (Lancaster)
3. Big Fat Mama - 5:32 - (Rossi/Parfitt)
4. Down Down - 5:39 - (Rossi/Young)
5. Roadhouse Blues - 8:31 - (Manzarek/Densmore/Morrison/Krieger)
6. Caroline - 4:24 - (Rossi/Young)
7. Bye Bye Johnny - 5:01 - (Berry)

## Tracce del Doppio LP in Vinile
Disco 1 lato A
1. Junior's Wailing - 5:07 - (Pugh/White)
2. Backwater - Just Take Me - 4:30 - (Lancaster/ParfittYoung)
3. Just Take Me - 4:24 - (Lancaster/ParfittYoung)
4. Is There a Better Way - 4:50 - (Rossi/Lancaster)
5. In My Chair - 3:11 - (Rossi/Young)
6. Blue Eyed Lady - 5:18 - (Lancaster/Parfitt)

Disco 1 lato B
1. Little Lady - 3:17 - (Parfitt)
2. Most of the Time - 3:21 - (Rossi/Young)
3. Rain - 5:16 - (Parfitt)
4. (April) Spring, Summer and Wednesdays - 4:07 - (Rossi/Young)
5. Railroad - 5:45 - (Rossi/Young)
6. Oh Baby - 4:27 - (Parfitt/Rossi)

Disco 2 lato A
1. Forty-Five Hundred Times - 8:21 - (Rossi/Parfitt)
2. Gotta Go Home - 1:38 - (Lancaster)
3. Big Fat Mama - 5:32 - (Rossi/Parfitt)
4. Down Down - 5:39 - (Rossi/Young)

Disco 2 lato B
1. Roadhouse Blues - 8:31 - (Manzarek/Densmore/Morrison/Krieger)
2. Caroline - 4:24 - (Rossi/Young)
3. Bye Bye Johnny - 5:01 - (Berry)

## Tracce del CD contenuto nel DVD e nel Blu-ray
1. Junior's Wailing - 5:07 - (Pugh/White)
2. Backwater - Just Take Me - 4:30 - (Lancaster/ParfittYoung)
3. Just Take Me - 4:24 - (Lancaster/ParfittYoung)
4. Is There a Better Way - 4:50 - (Rossi/Lancaster)
5. Little Lady - 3:17 - (Parfitt)
6. Most of the Time - 3:21 - (Rossi/Young)
7. Rain - 5:16 - (Parfitt)
8. (April) Spring, Summer and Wednesdays - 4:07 - (Rossi/Young)
9. Railroad - 5:45 - (Rossi/Young)
10. Oh Baby - 4:27 - (Parfitt/Rossi)
11. Forty-Five Hundred Times - 8:21 - (Rossi/Parfitt)
12. Gotta Go Home - 1:38 - (Lancaster)
13. Roadhouse Blues - 8:31 - (Manzarek/Densmore/Morrison/Krieger)
14. Caroline - 4:24 - (Rossi/Young)

## Formazione
- Francis Rossi (chitarra solista, voce)
- Rick Parfitt (chitarra ritmica, voce)
- Alan Lancaster (basso, voce)
- John Coghlan (percussioni)
- Bob Young (armonica a bocca)